# Rhynchocyon petersi
Macroscélide de Peters
Espèce
Statut de conservation UICN

 LC  : Préoccupation mineure
Le Macroscélide de Peters (Rhynchocyon petersi) est un petit mammifère endémique de l'Afrique de l'Est. Des populations ne vivent que dans l'arc oriental de montagnes et forêts côtières.

## Génétique
Sa famille, d'abord classée parmi les Insectivora, est maintenant incluse dans l'ordre monophylétique Macroscelidea et le nouveau super-groupe Afrotheria.
Le Macroscélide de Peter est un des mammifères qui ont des menstruations.

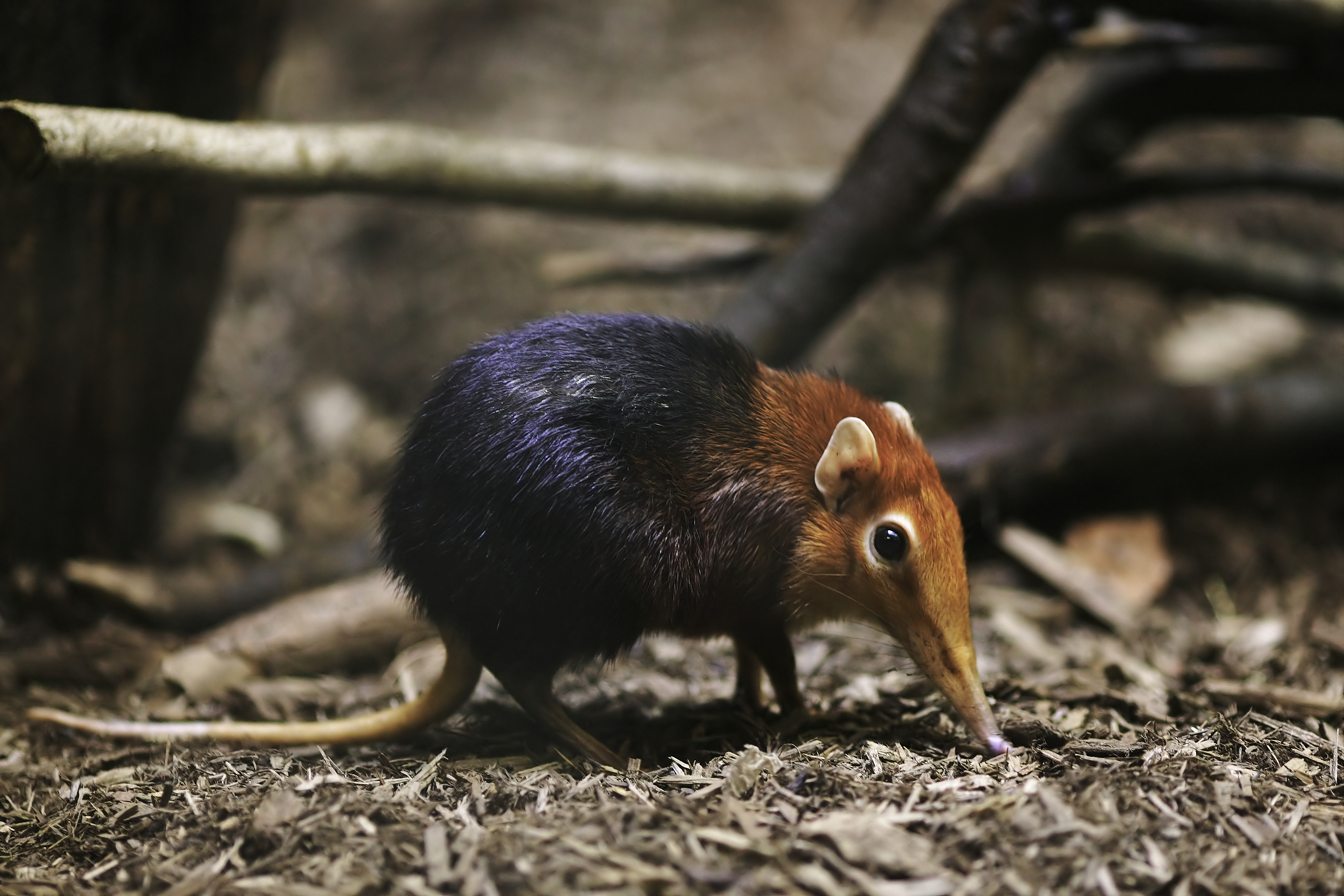
Rhynchocyon petersi, Zoo de Philadelphie.

## Répartition

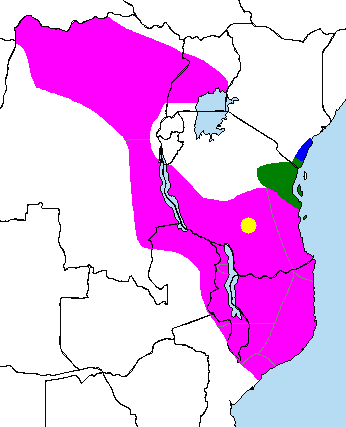
Rhynchocyon petersi (Kenya et Tanzanie).

- Rhynchocyon petersi (Kenya et Tanzanie).